# Тыловое ополчение
Тыловое ополчение (т/о) — категория военнообязанных в Советской России и Союзе ССР в 1918—1937 годах. 
В состав тылового ополчения призывались различные граждане так называемые «нетрудовые элементы» (кулаки, духовенство, бывшие дворяне и так далее) которые не подлежали призыву в боевые части РККА и РККФ Вооружённых Сил Советской России и Союза ССР. Тыловое ополчение было сформировано после введения всеобщей воинской обязанности в 1918 году. В 1937 году после изменений в законе о всеобщей воинской обязанности Приказом Народного комиссара обороны Союза ССР от 20 февраля 1937 года № 020, Управление тылового ополчения было преобразовано в Управление строительных частей РККА.

## Создание тылового ополчения
Первоначально Красная Армия и Флот формировалась на добровольческих началах, однако вскоре, в условиях разраставшейся Гражданской войны и интервенции, советское правительство перешло к принудительному набору в её ряды. Всеобщая воинская обязанность была закреплена в первой советской конституции 1918 года, статья 19-я которой гласила:

В целях всемерной охраны завоеваний Великой Рабоче-Крестьянской Революции Российская Социалистическая Федеративная Советская Республика признаёт обязанность всех граждан Республики на защиту социалистического Отечества и устанавливает всеобщую воинскую обязанность. Почётное право защищать революцию с оружием в руках предоставляется только трудящимся; на нетрудовые же элементы возлагается отправление иных военных обязанностей.

Все «нетрудовые элементы» (так называемые лишенцы) подлежали призыву в тыловое ополчение. В годы гражданской войны трудовое ополчение использовалось на различных строительствах военного и гражданского характера.

## Тыловое ополчение после окончания Гражданской войны и интервенции
После окончания гражданской войны и интервенции в 1923—1924 годов лишенцы отбывали воинскую повинность в особых невоеннизированных «командах обслуживания».
В 1925 году в ходе осуществления военной реформы и общего сокращения вооружённых сил СССР существование подобных команд было признано нецелесообразным. Согласно принятому Закону об обязательной военной службе лишенцы с момента призыва их сверстников на военную службу подлежали обязательному зачислению в тыловое ополчение. Поскольку в мирное время создание частей тылового ополчения не предусматривалось, то лица, зачисленные в тыловое ополчение, облагались особым военным налогом. Этот налог взимался финансовыми органами в размере от половины до основного оклада подоходного налога и поступал в фонд социального обеспечения для оказания помощи инвалидам гражданской войны. Сами зачисленные в тыловое ополчение лица состояли на особом воинском учёте. Взамен обычных учётно-воинских билетов им выдавались «белые билеты» (использовались бланки белого цвета).

## Тыловое ополчение в начале 1930-х годов
В связи с форсированной индустриализацией 7 декабря 1931 года было принято постановление ЦИК и СНК СССР «Об использовании труда граждан, состоящих в тыловом ополчении». В нем указывалось, что части тылового ополчения выполняют работы оборонно-стратегического назначения по линии ВСНХ СССР, НКПС и Цудортранса. Срок пребывания в этих частях был установлен до трёх лет. По истечении этого срока тылоополченцы, «проявившие добросовестное отношение к работе», должны были быть восстановлены в избирательных правах. Отмечалось, что «трудовой режим и политико-воспитательная работа в частях тылового ополчения должны преследовать цель превращения нетрудовых элементов в полезных во всех отношениях граждан Союза ССР». Народный комиссариат труда СССР организовывал призыв и последующее распределение тылоополченцев по нарядам между ведомствами.
По состоянию на 1 февраля 1933 года в управлениях частями тылоополченцев трех наркоматов и ведомств (НКТП, НКПС и ЦДТ) числилось около 42 000 человек (чел.).
Но 27 сентября 1933 года постановлением ЦИК и СНК СССР «О тыловом ополчении» было установлено, что «части тылового ополчения подчинены во всех отношениях Народному Комиссариату по военным и морским делам. Эти части используются для работ оборонно-стратегического значения, выполняемых как наркоматом по военным и морским делам, так и другими ведомствами. В распоряжение других ведомств части т/о предоставляются для выполнения работ на основе договоров, ежегодно заключаемых наркоматом с соответствующими ведомствами». Отмечалось, что тылоополченцы проходят службу на срок не более трех лет, порядок прохождения ими службы регулируется особыми уставами применительно к соответствующим уставам РККА, «начальствующий состав частей тылового ополчения комплектуется из начальствующего состава РККА и считается состоящим в кадрах РККА». Указывалось, что «части тылового ополчения содержатся на началах самоокупаемости за счёт средств, получаемых от ведомств (в том числе и самого наркомата по военным и морским делам)». В процессе принятия военным ведомством частей тылоополченцев от гражданских наркоматов, согласно приказу Реввоенсовета СССР от 11 октября 1933 года, в составе Главного Управления РККА создавалось Управление тылового ополчения (УТО), которое позже было подчинено Административно-мобилизационному управлению РККА.
В январе 1934 года при переформировании Наркоматом обороны частей тылоополченцев, принятых от гражданских наркоматов, в них числилось 47,3 тыс. человек. В последующие годы динамика численности была следующей (на 1 января каждого года):
- 1935 год — 42,2 тыс.;
- 1936 год — 43,0 тыс.;
- 1937 год — 24,5 тыс. чел.

Тылоополченцы работали на строительстве железных дорог, на шахтах. Их условия содержания были очень тяжелыми. Обследование, проведенное весной 1931 года, показало, что в Прокопьевске и Анжерке формирования трудоополченцев располагаются в тяжёлых условиях, в сырых и построенных на скорую руку бараках. О питании прокопьевских тылоополченцев говорилось: «В то время как вольнонаёмные рабочие имеют мясной суп, на второе котлеты и на третье сладкое, тылоополченцы получают [суп из] капусты, на второе картофель с рыбой».
По приказу наркома обороны от 20 февраля 1937 года части тылового ополчения были переформированы в строительные части РККА.